# Leucochrysa (Nodita) ocampina
Leucochrysa (Nodita) ocampina is een insect uit de familie van de gaasvliegen (Chrysopidae), die tot de orde netvleugeligen (Neuroptera) behoort. 
Leucochrysa (Nodita) ocampina is voor het eerst wetenschappelijk beschreven door Banks in 1941.